# Teller (Alaska)

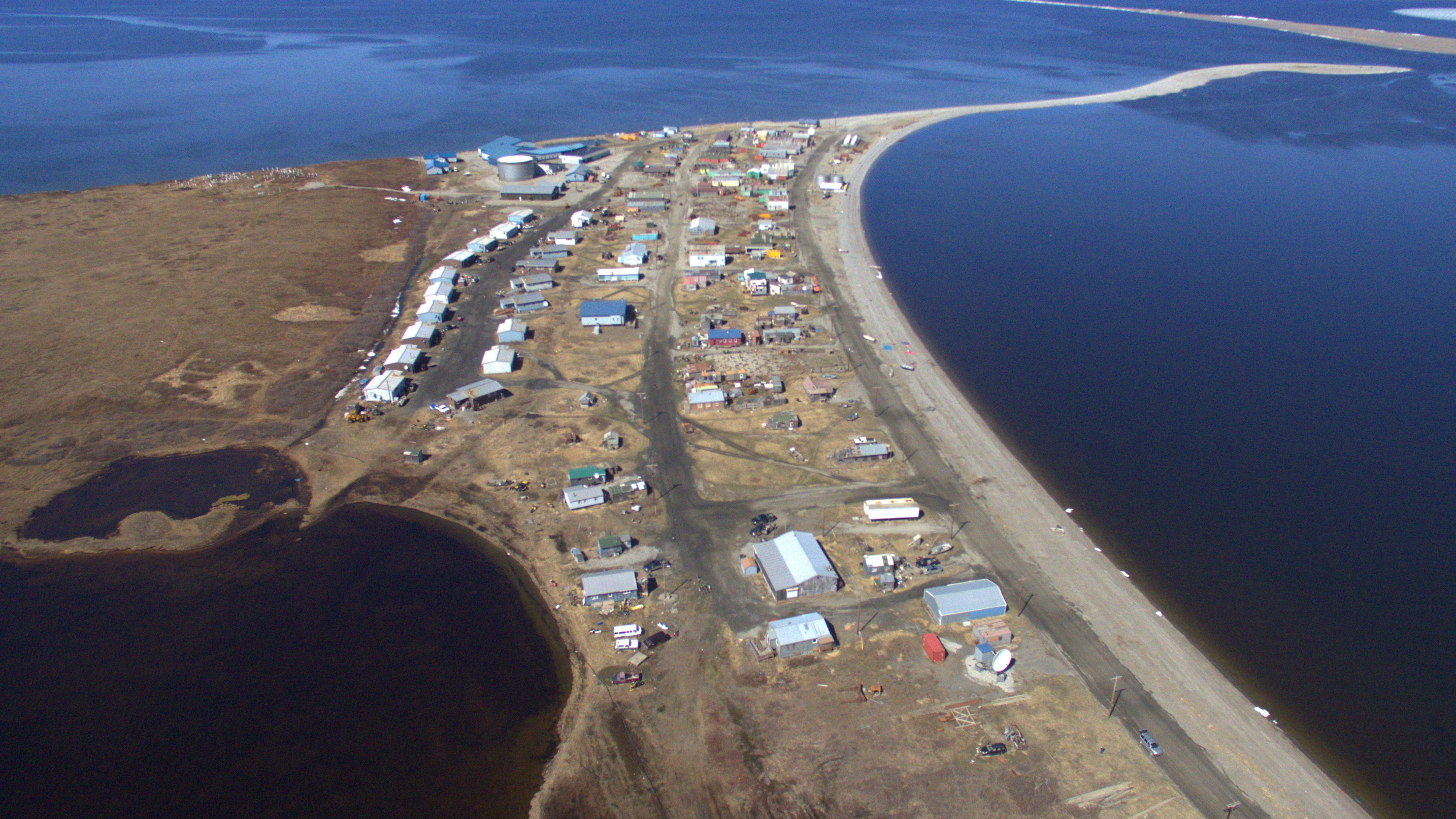
Vista aérea de Teller

Teller es una ciudad ubicada en el área censal de Nome, en Alaska. Según el censo de 2020, tiene una población de 249 habitantes.
Abarca una superficie de 4,36 km², de los cuales 0,49 km² es agua.
Según el censo de 2020, el 89.96% de la población son nativos de Alaska (inupiats), que dependen de la caza y la pesca como forma de subsistencia. Solo hay dos personas hispanas o latinas residiendo en la ciudad.